# Coppa Volpi

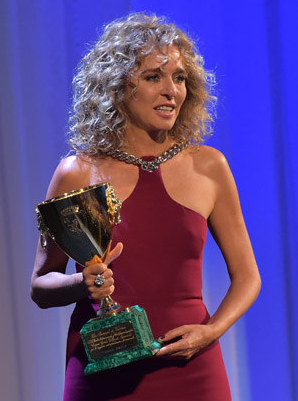
Valeria Golino, vincitrice della Coppa Volpi per la migliore interpretazione femminile nell'edizione del 2015

La Coppa Volpi è il premio che viene assegnato nell'ambito della Mostra internazionale d'arte cinematografica di Venezia per la miglior interpretazione sia maschile che femminile.
Il riconoscimento, indetto a partire dalla terza edizione della rassegna (1935), deve il suo nome al conte Giuseppe Volpi, presidente della Biennale di Venezia e "padre" della mostra del cinema.

## Coppe assegnate

### Attuali
- Coppa Volpi per la migliore interpretazione maschile
- Coppa Volpi per la migliore interpretazione femminile

### Passate
- Coppa Volpi per il miglior attore non protagonista (assegnata soltanto per quattro edizioni negli anni 1990)
- Coppa Volpi per la miglior attrice non protagonista (assegnata soltanto per tre edizioni negli anni 1990)